# Francesca Neri
Francesca Neri (* 10. února 1964 Trento, Itálie) je italská herečka.

## Kariéra
Narodila se v italském Trentu. Před kamerou se poprvé objevila v roce 1986 v televizním filmu Fuori scena. Zahrála si v italských i hollywoodských celovečerních snímcích, mezi něž patří Hannibal, Protiúder, Střílej! nebo Na dno vášně.

## Ocenění
Během kariéry byla nominována na 19 ocenění, 6 nominací v cenu proměnila.

## Osobní život
Od roku 2010 je provdána za herce Claudia Amendolu, se kterým má syna Rocca.

## Vybraná filmografie

### Filmy
- 1990 – Captain America
- 1993 – Sud
- 1993 – Střílej!
- 1995 – Génius Ivo
- 1997 – Na dno vášně
- 2001 – Hannibal
- 2002 – Protiúder
- 2002 – Ginostra – mafie nespí, mlčí
- 2007 – Večeře s tou pravou
- 2008 – Giovannin otec

### Televizní filmy
- 2005 – Dáma s kaméliemi

### Televizní seriály
- 1990 – La Stella del parco